# Naikaku Jōhō Chōsashitsu

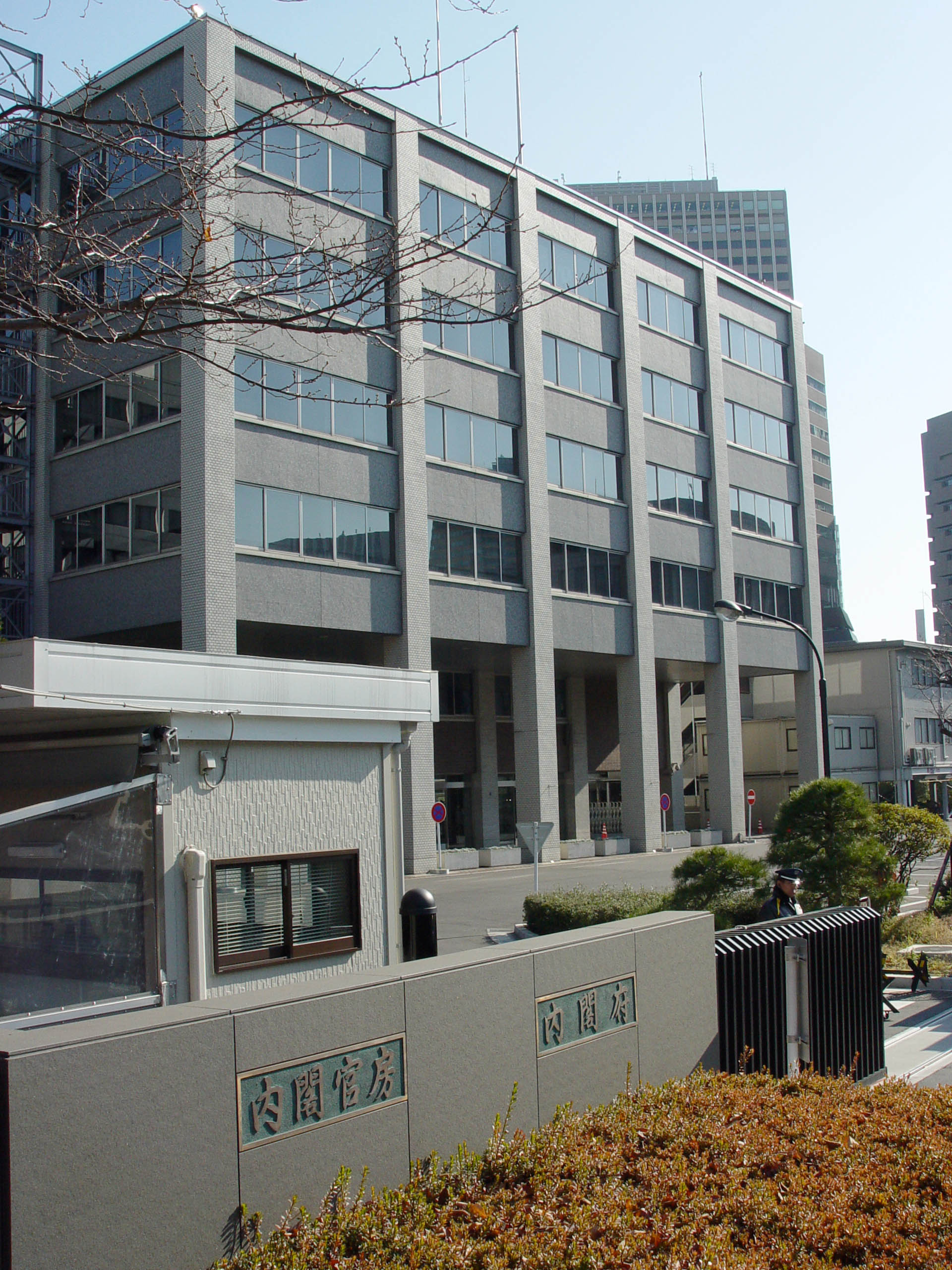
Die Zentrale des Naicho befindet sich obersten Stock des Kabinettssekretariat

Naikaku Jōhō Chōsa Shitsu (jap. 内閣情報調査室, dt. etwa: „Kabinetts-Nachrichten- und -Untersuchungsbüro“, engl. Cabinet Intelligence and Research Office), kurz: Naichō (内調, engl. CIRO) ist ein Nachrichtendienst Japans. Es wird kritisiert, er verwende die meiste seiner Energie auf die Übersetzung ausländischer Publikationen und spioniere japanische Bürger im eigenen Land aus.

## Spionageskandal
Am 17. Januar 2008 wurde ein Naichō-Beamter wegen Spionage für Russland angeklagt.

## Organisation
Ein Vorläufer wurde 1952 im Premierministeramt gegründet. 1957 erfolgte dann die Einrichtung des Naikaku Chōsashitsu (内閣調査室, „Kabinetts-Untersuchungsbüro“) als nachgeordnete Behörde des Kabinettssekretariats. 1986 erhielt es seinen heutigen Namen.
Das Naichō hat etwa 170 Mitarbeiter. Dabei ist jedoch ein Großteil von anderen Ministerien und Behörden ausgeliehen. Die Mehrheit des Personals ist von der Nationalen Polizeibehörde. Der Leiter ist seit April 2010 Shin’ichi Uematsu (植松 信一) (Stand: Februar 2011).